# NGC 473

NGC 473

NGC 473 هي مجرة محدبة تقع في كوكبة الحوت. تم اكتشافها في 20 ديسمبر 1786 من قبل ويليام هيرشيل.

## اقرأ أيضًا
- NGC 159
- NGC 520

## وصلات خارجية
- NGC 473 على موقع ويكي سكاي: DSS2, SDSS, GALEX, IRAS, Hydrogen α, X-Ray, Astrophoto, Sky Map, Articles and images